# The Sims: Unleashed
The Sims: Unleashed — пятое дополнение для симулятора жизни The Sims, разработанное Maxis и изданное Electronic Arts. Оно было выпущено 25 сентября 2002 года в США. Дополнение вводит в The Sims домашних кошек и собак, которых сим может дрессировать, а также возможность заниматься садоводством. 
Темой дополнения стали животные, так как со слов разработчиков, это было самым желанным расширением, которые ждали игроки. Создатели также добавили новые жилые участки. В итоге Unleashed стало самым продаваемым дополнением для The Sims.
Unleashed получило в основном положительные отзывы. Критики похвалили его за проработанный и нелинейный геймплей животных и введение новой локации с участками. В качестве недостатков указывалась устаревшая графика и необходимость слишком много инвестировать времени и ресурсов, чтобы ухаживать за животными.

## Игровой процесс

Демонстрация игрового процесса

Дополнение вводит собак и кошек, которые могут быть членами семьи. Персонаж должен ухаживать за ними, удовлетворять их базовые потребности в еде, туалете и сне, а также может заводить дружбу с питомцем. Дополнение вводит новую локацию с жилыми и общественными участками. Сим может пойти в зоомагазин, чтобы купить себе там собаку, кошку, птицу, черепаху, ящерицу или рыбу.  Собаки и кошки делятся отдельно на 12 разных пород, они могут быть самками и самцами. Как только игрок выберет домашнее животное, он может дать ему имя в взять домой. Животные также могут оставлять помёт котят и щенков. 
Получив нового питомца, сим должен воспитывать и прививать определённые манеры с помощью поощрения и наказания. Игрок таким образом, исходя из своих капризов, может воспитать в животном те или иные черты, они не обязательно должны быть положительными.  Помимо этого, сим может развивать навыки своего питомца с помощью обучения или обучать его командам. Если сим будет пренебрегать питомцем, он может умереть, и тогда призрак животного будет постоянно преследовать сима. Сим со своим питомцем может принимать участие в соревновании между домашними питомцами, где можно выиграть приз, если питомец продемонстрирует своё послушание и хорошее исполнение трюков. Также дополнение вводит возможность заниматься садоводством, выращивать овощи и фрукты, чтобы затем их использовать в качестве ингредиентов для приготовленного блюда или продавать их. За растениями необходимо постоянно ухаживать, поливать их удобрять и избавляться от паразитов.

## Создание и выпуск
Разработчики заметили, что домашние животные — это то, что игроки желали видеть больше всего в The Sims с самого момента её выпуска. Изначально создатель серии Уилл Райт задумывал бесплатно добавить в игру загружаемый контент с собаками и кошками. Также из-за того, что игроки жаловались на то, что в базовом городке слишком мало участков, разработчики добавили новую локацию с большим количеством участков. Впервые о предстоящем выпуске дополнения стало известно в июле 2002 года. Выход дополнения состоялся 23 сентября в Бразилии, 25 сентября в США, 28 сентября в Южной Корее, 1 октября в Польше, 2 октября во Франции и Германии, 4 октября в Великобритании, 10 октября в Испании, 20 октября в Дании, 14 октября в Японии и 12 декабря в России. 8 января 2003 года дополнение вышло в США для компьютеров с операционной системой Mac OS. 
Дополнение пользовалось колоссальным успехом, став самой продаваемой игрой в 2002 году, опередив по продажам Medal of Honor: Allied Assault, а также базовую игру The Sims с её остальными дополнениями.

## Музыка
19 декабря 2006 года был выпущен альбом The Sims: Unleashed, где собраны все саундтреки, введённые с дополнением. Композитором музыкальных треков выступал Марк Руссо. Всего в саундтрек вошли 10 композиций с общей длительностью примерно в 35 минут. 
| №                   | Название                   | Автор(ы)            | Длительность |
| ------------------- | -------------------------- | ------------------- | ------------ |
| 1.                  | «Unleash the Sims»         | Марк Руссо          | 5:41         |
| 2.                  | «Sims Unleashed Load Loop» | Марк Руссо          | 0:59         |
| 3.                  | «Sim The Blues»            | Марк Руссо          | 2:35         |
| 4.                  | «I Got The Sim Blues»      | Марк Руссо          | 3:37         |
| 5.                  | «Cruisin' The Delta»       | Марк Руссо          | 4:10         |
| 6.                  | «Unleashed Jam»            | Марк Руссо          | 4:42         |
| 7.                  | «Down By The River»        | Марк Руссо          | 3:42         |
| 8.                  | «Oh Yah La Do»             | Марк Руссо          | 2:12         |
| 9.                  | «Ooh Ah»                   | Марк Руссо          | 3:17         |
| 10.                 | «It's In The Jam»          | Марк Руссо          | 3:32         |
| Общая длительность: | Общая длительность:        | Общая длительность: | 34:28        |

## Восприятие
| Сводный рейтинг    | Сводный рейтинг |
| Агрегатор          | Оценка          |
| ------------------ | --------------- |
| GameRankings       | 80,25 %         |
| Metacritic         | 79 %            |
| Иноязычные издания |                 |
| Издание            | Оценка          |
| GameSpot           | 8 из 10         |
| GameSpy            | 80 из 100       |
| IGN                | 7 из 10         |
| CDAction           | 7/10            |

Дополнение получило преимущественно смешанные и положительные оценки, средние баллы по версии агрегаторов  GameRankings и Metacritic составляют 79% и 80,25 %.
Часть критиков оставили восторженные отзывы. Например редакция Computer Gaming World назвала Unleashed великолепным дополнением, просто необходимым для установки к The Sims. Рецензент Gamers' Temple заметил, что новое дополнение заставит игрока влюбиться и особенно если он любит животных. «Классно видеть дополнение, добавляющее столько жизни в игру». Критик также назвал Unleashed самым масштабным расширением с точки зрения добавления нового игрового процесса. Сам же геймплей животных получился сбалансированным и уход за животным не превращается в изнуряющую рутину. Отдельно редактор Computer Gaming World похвалил дополнение за введение обширного игрового мира, чьи участки заставят со смехом вспоминать об участках из Hot Date.
Дополнение оценил Дейв Косак из Gamespy, заметив, что оно вдохнуло вторую жизнь в The Sims, a добавление нового жилого района стало приятным сюрпризом для фанатов серии. Также критик оценил долгожданное введение животных, без которых игра уже кажется неполноценной, а также хорошею систему садоводства. Тем не менее критик заметил, что с наличием уже пяти дополнений, игра начинает медленно загружаться и зависать. Представитель Gamespot заметил, что несмотря на то, что устаревший графический движок The Sims даёт о себе знать, Unleashed получилось достойным дополнением, геймплей домашних животных и садоводства проработаны досконально и расширение о питомцах однозначно понравится поклонникам игры The Sims, тем не менее любители хорошей графики и удобного управления будут определённое испытывать дискомфорт. 
Рецензент IGN заметил, что игра относится к животному, как к полноценному члену семьи, одновременно животное сохраняет свою полную независимость. Непредсказуемое поведение животных делает игру только интереснее. Тем не менее критик заметил, что симу придётся слишком много времени инвестировать в животных, ухаживая а ними и убирая, что рано или поздно может сильно надоесть. Система дрессировки выполнена умно и нелинейна, то есть игрок волен так воспитывать своё животное, как желает или даже наоборот может ухудшить его повадки. Критика возмутил тот факт, что игра не позволяет брать животное с собой на общественный участок. Также вызывает сильное раздражение частое появление на участке бездомных животных, оставляющих грязь и совершающих периодически акты вандализма на участке. Критик оценил систему садоводства, тем не менее назвав её слишком сложной, заметив, что если не поливать постоянно растения, то они обязательно умрут и на уход за садом уходит слишком много времени. Поэтому занятие садоводством будет подходящим, если у сима нет работы, или питомцев. Добавление новой локации стало приятным сюрпризом. В заключении критик заметил, что игрокам, ждущим добавление животных в The Sims, Unleashed несомненно понравится.
Разгромный отзыв оставила редакция журнала Maxim Online, сравнив виртуальных питомцев с «милыми троянскими конями, которые в начале завоюют сердце игрока, но через несколько часов игры, игровой процесс в итоге начнёт казаться невероятно утомительным, что в итоге питомец будет годиться игроку лишь на то, чтобы отпугивать назойливых соседей». Редактор журнала Top Secret также оставил отрицательный отзыв, заметив что игровой процесс питомцев очень плохо согласован с остальным игровым процессом, в итоге крайне трудно совмещать уход за животным и уход собственно за симом, не говоря уже о его развитии.